# Revel (Isère)
Pour les articles homonymes, voir Revel.
Revel est une commune française située dans le département de l'Isère, en région Auvergne-Rhône-Alpes.
Ancienne paroisse de la province royale du Dauphiné, la commune, après avoir été adhérente à la communauté de communes du Balcon de Belledonne en 1993, est rattachée à la communauté de communes Le Grésivaudan en 2009. Revel est labellisé avec une étoile du concours « Villes et villages étoilés », en 2015. Ses habitants sont appelés les Revélois (Revéloises).

## Géographie

### Situation et description
La commune est située sur les contreforts de la chaîne de Belledonne, à proximité de l'agglomération grenobloise.

### Climat
Pour des articles plus généraux, voir Climat d'Auvergne-Rhône-Alpes et Climat de l'Isère.
En 2010, le climat de la commune est de type climat de montagne, selon une étude du Centre national de la recherche scientifique s'appuyant sur une série de données couvrant la période 1971-2000. En 2020, Météo-France publie une typologie des climats de la France métropolitaine dans laquelle la commune est exposée à un climat de montagne ou de marges de montagne et est dans la région climatique Alpes du nord, caractérisée par une pluviométrie annuelle de 1 200 à 1 500 mm, irrégulièrement répartie en été.
Pour la période 1971-2000, la température annuelle moyenne est de 9,8 °C, avec une amplitude thermique annuelle de 17,9 °C. Le cumul annuel moyen de précipitations est de 1 370 mm, avec 9,8 jours de précipitations en janvier et 7,5 jours en juillet. Pour la période 1991-2020, la température moyenne annuelle observée sur la station météorologique de Météo-France la plus proche, « Grenoble - Lvd », sur la commune du Versoud à 3 km à vol d'oiseau, est de 12,6 °C et le cumul annuel moyen de précipitations est de 981,1 mm,. Pour l'avenir, les paramètres climatiques de la commune estimés pour 2050 selon différents scénarios d'émission de gaz à effet de serre sont consultables sur un site dédié publié par Météo-France en novembre 2022.

### Voies de communication et transport

Quelques photos de la commune de Revel
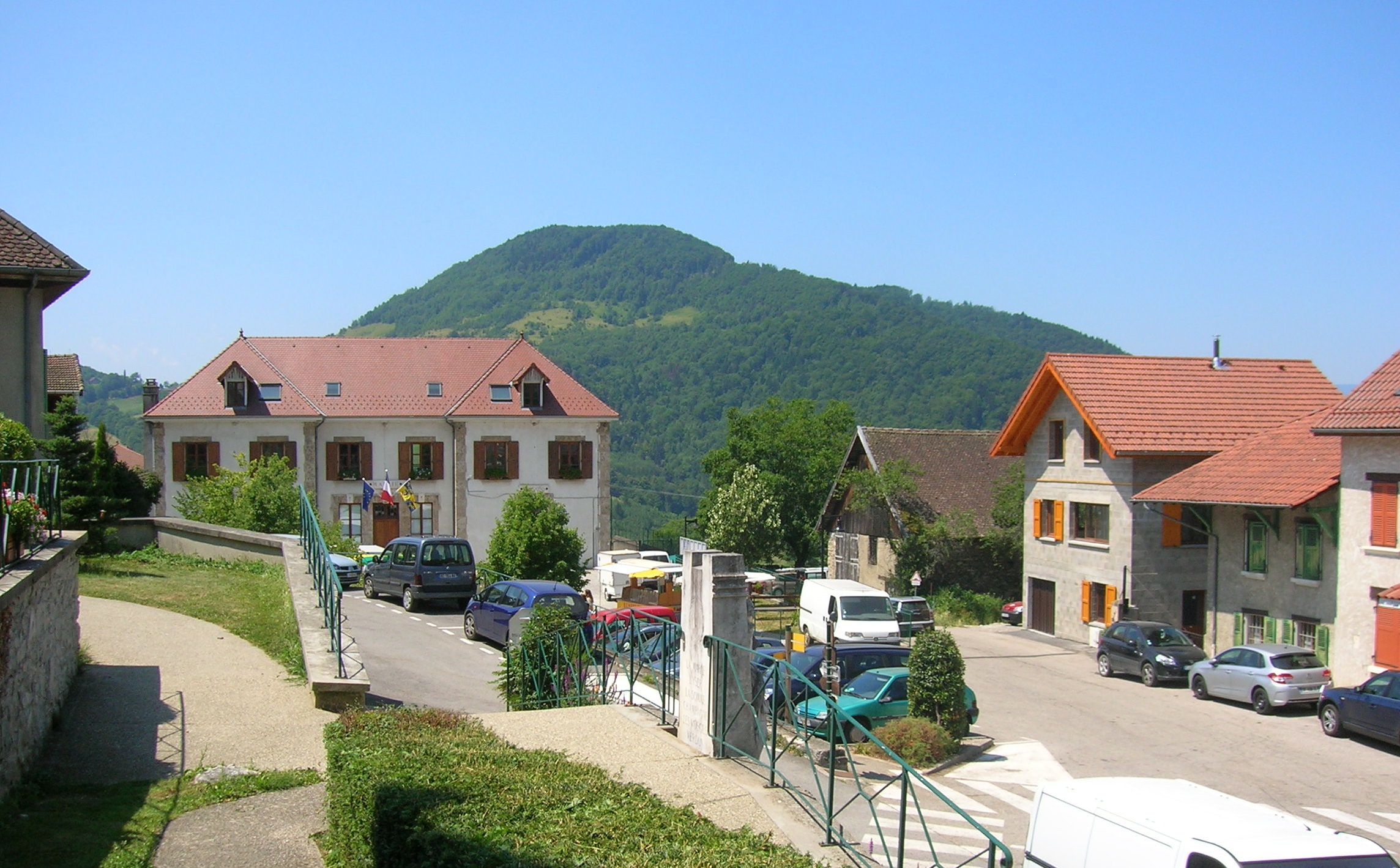
Le village
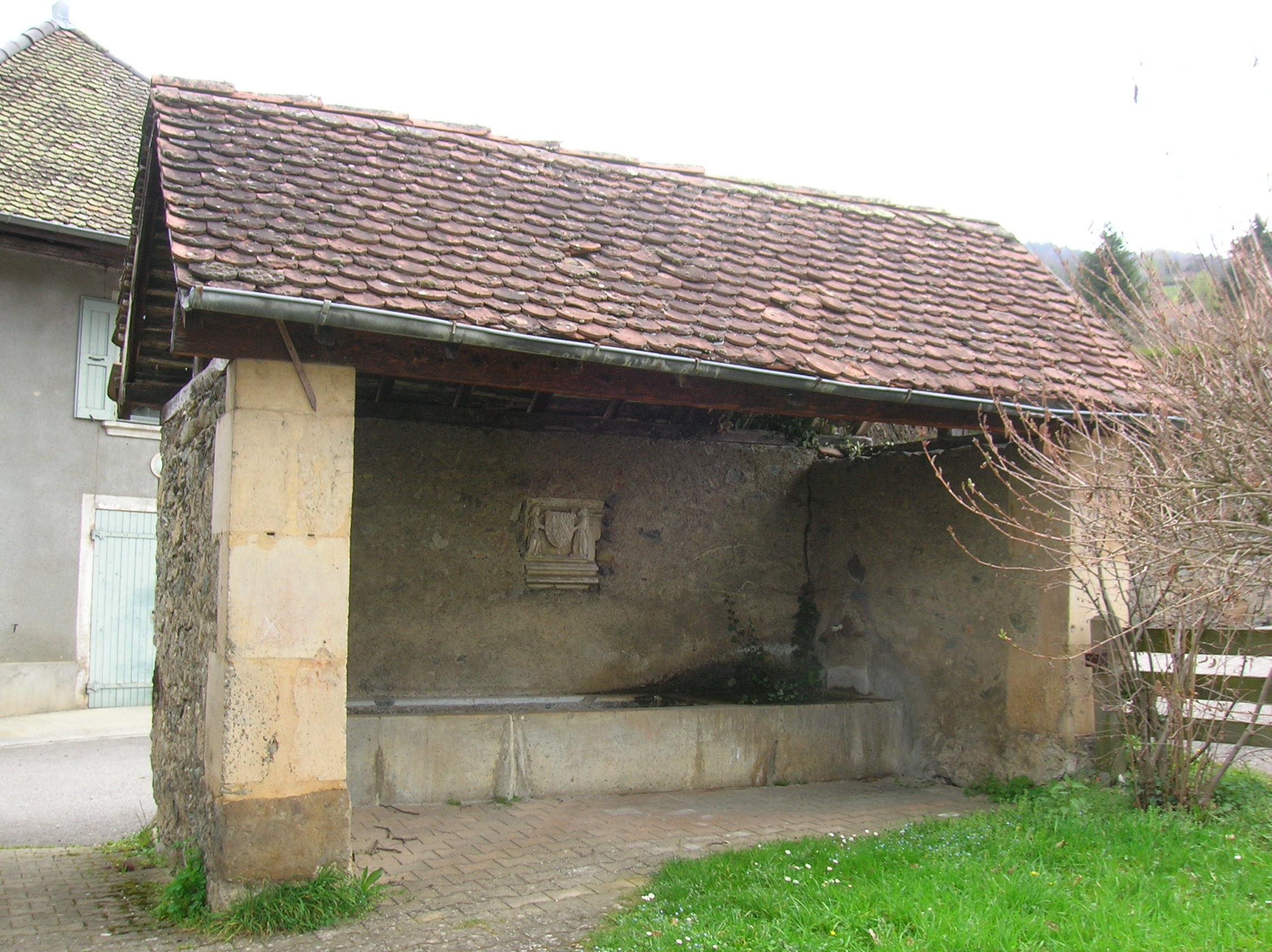
Lavoir communal
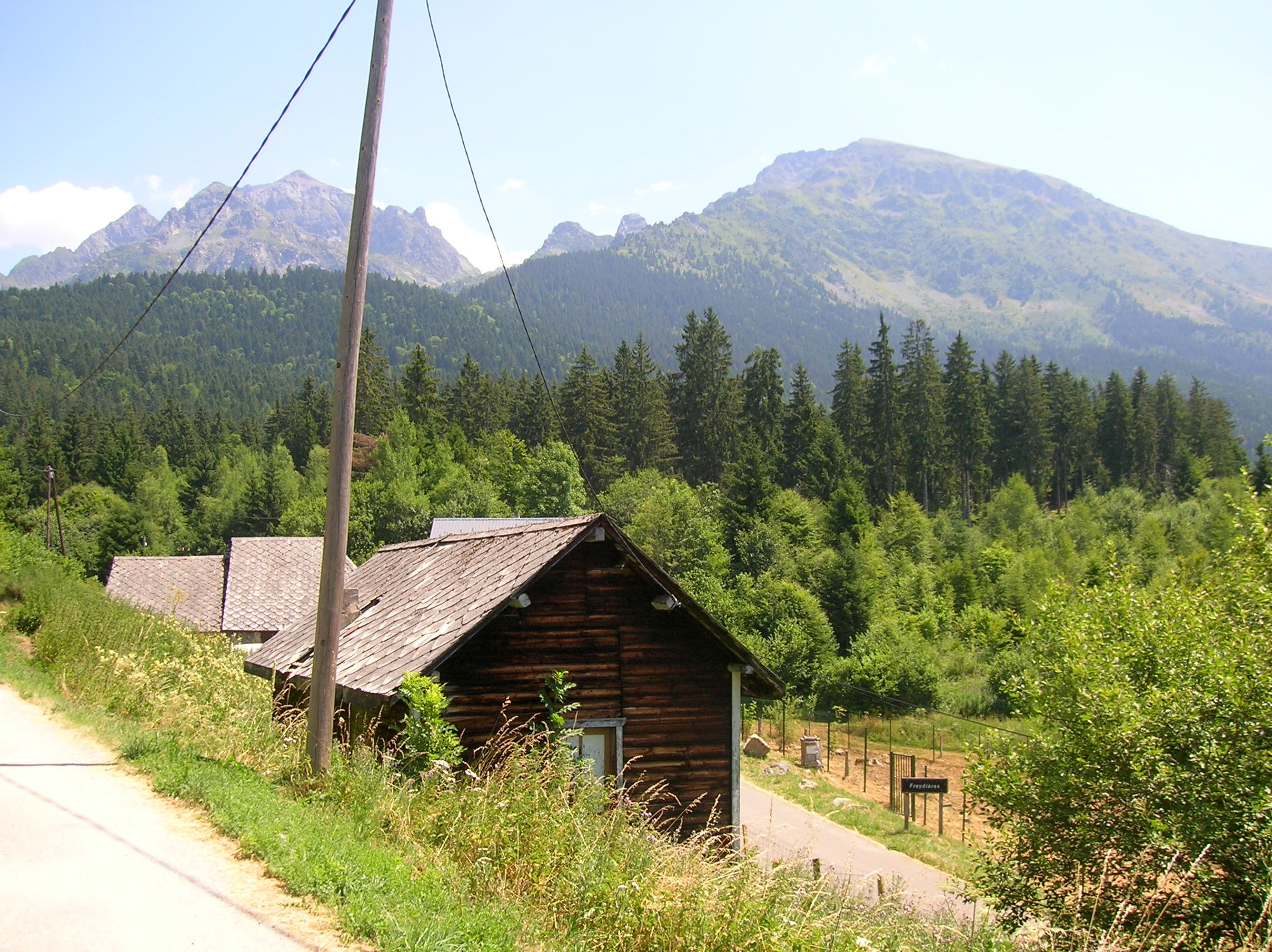
Freydières
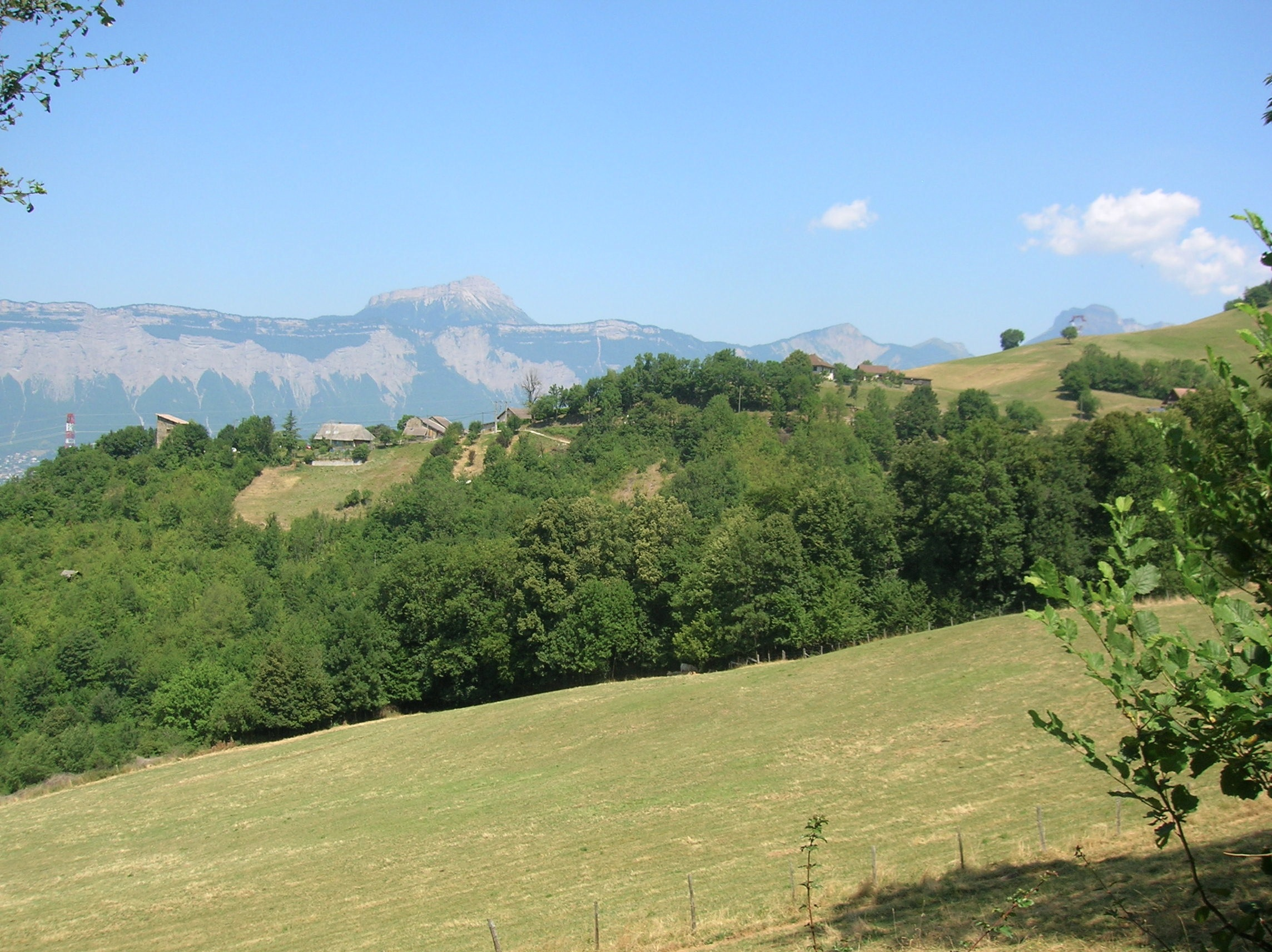
La Tour
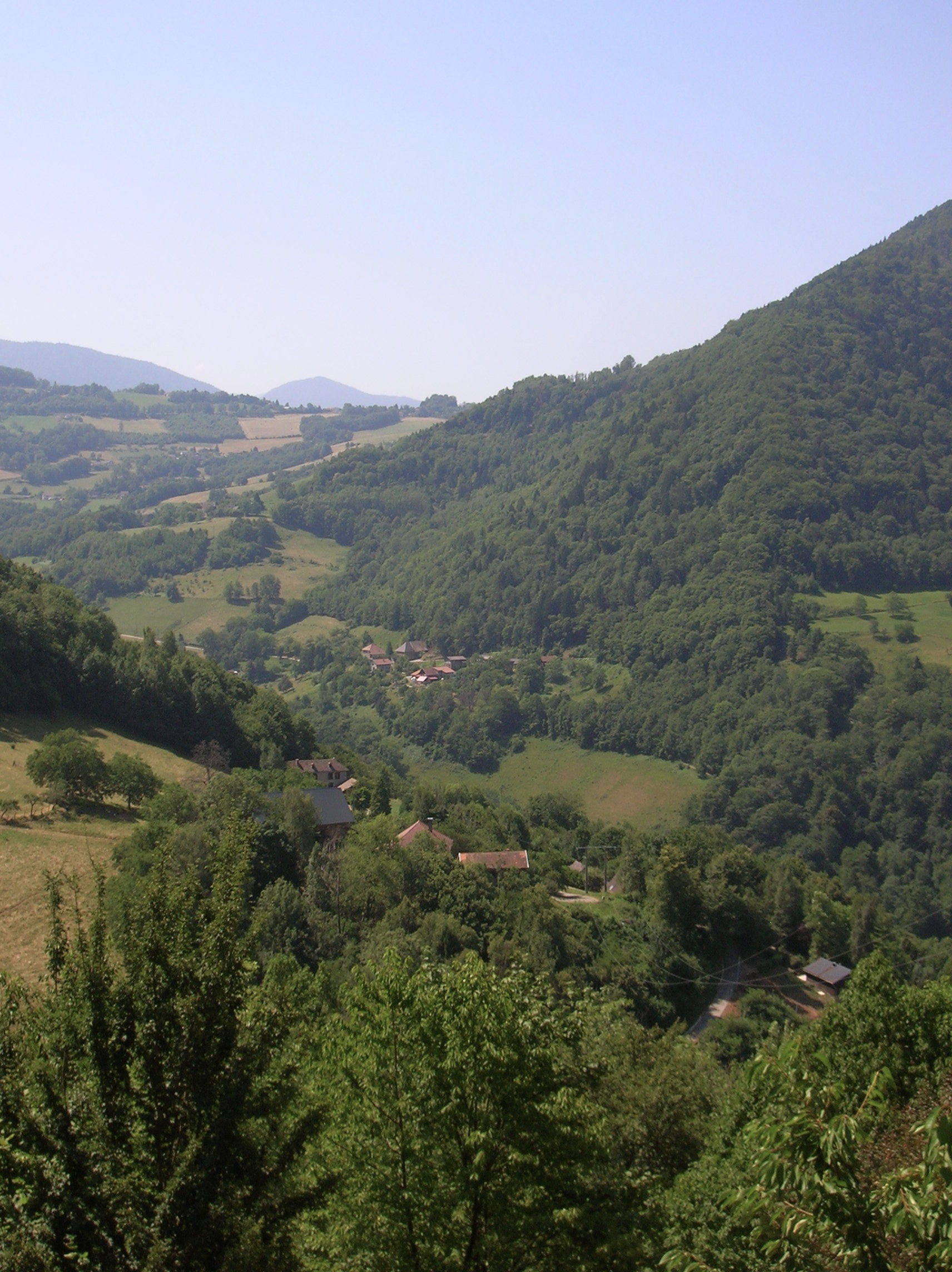
Paysage autour de Revel

## Urbanisme

### Lieux-dits et écarts
- Charrière neuve
- le Cornet
- les Eaux
- les Faures
- les Guimets
- les Jacquets
- les Mergers
- les Molettes
- le Mont
- les Roussets
- le Sauzet
- le Soubon
- la Tour

### Typologie
Au 1er janvier 2024, Revel est catégorisée commune rurale à habitat dispersé, selon la nouvelle grille communale de densité à sept niveaux définie par l'Insee en 2022.
Elle est située hors unité urbaine. Par ailleurs la commune fait partie de l'aire d'attraction de Grenoble, dont elle est une commune de la couronne,. Cette aire, qui regroupe 204 communes, est catégorisée dans les aires de 700 000 habitants ou plus (hors Paris),.

### Occupation des sols
L'occupation des sols de la commune, telle qu'elle ressort de la base de données européenne d’occupation biophysique des sols Corine Land Cover (CLC), est marquée par l'importance des forêts et milieux semi-naturels (83,3 % en 2018), une proportion sensiblement équivalente à celle de 1990 (83,5 %). La répartition détaillée en 2018 est la suivante : 
forêts (40,2 %), espaces ouverts, sans ou avec peu de végétation (32,1 %), prairies (11,7 %), milieux à végétation arbustive et/ou herbacée (11 %), zones agricoles hétérogènes (3,2 %), zones urbanisées (1,9 %). L'évolution de l’occupation des sols de la commune et de ses infrastructures peut être observée sur les différentes représentations cartographiques du territoire : la carte de Cassini (XVIIIe siècle), la carte d'état-major (1820-1866) et les cartes ou photos aériennes de l'IGN pour la période actuelle (1950 à aujourd'hui).

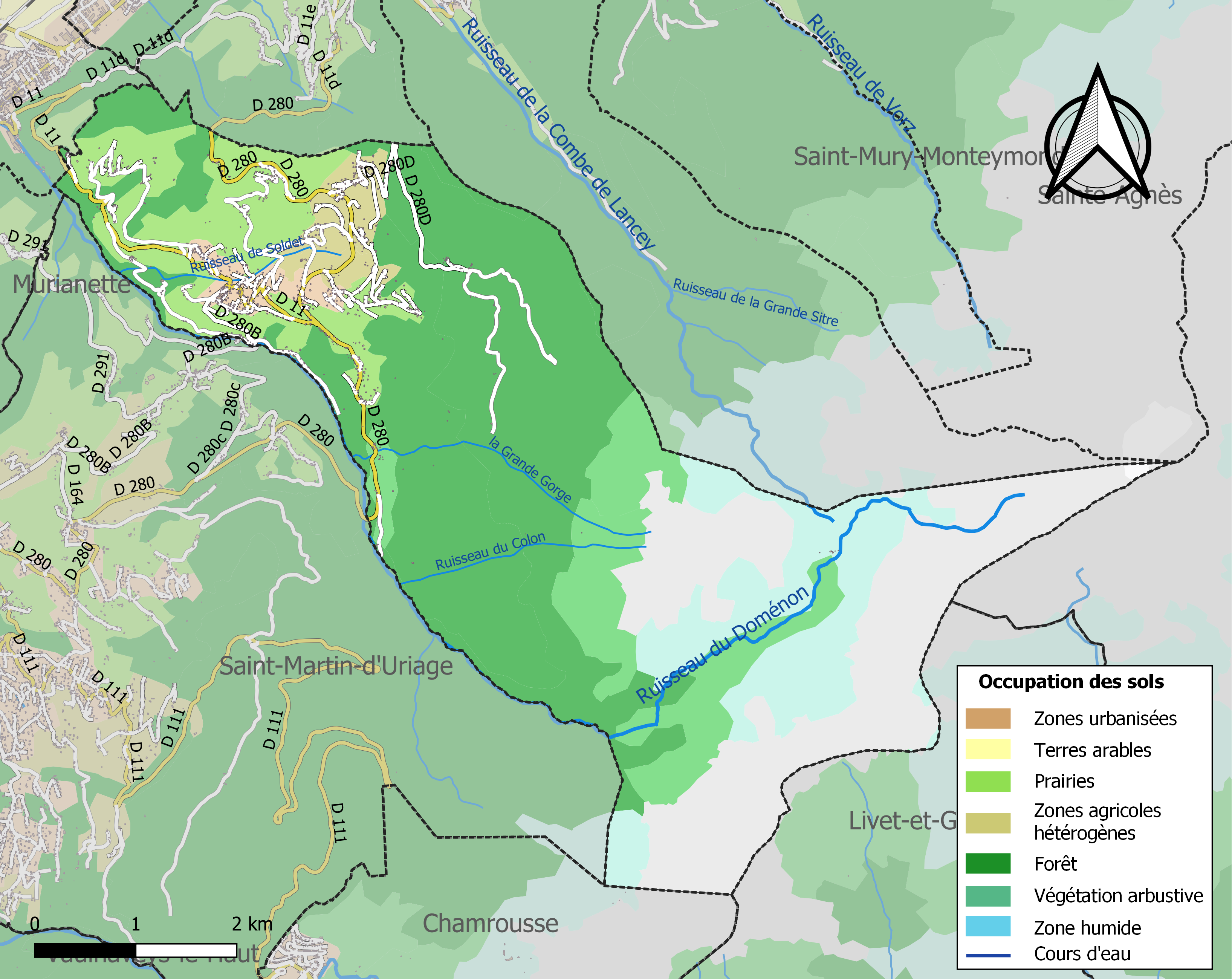
Carte des infrastructures et de l'occupation des sols de la commune en 2018 (CLC).

### Risques naturels et technologiques

#### Risques sismiques
L'ensemble du territoire de la commune de Revel est situé en zone de sismicité no 4 (sur une échelle de 1 à 5), comme la plupart des communes de son secteur géographique, mais en limite orientale de la zone no 3.
| Type de zone | Niveau            | Définitions (bâtiment à risque normal) |
| ------------ | ----------------- | -------------------------------------- |
| Zone 4       | Sismicité moyenne | accélération = 1,6 m/s2                |

## Toponymie
Revel proviendrait du mot Provençal « Revelle » (bien que le secteur linguistique soit celui du franco-provençal) qui signifie révolte (du latin « rebellus »), terme qui qualifiait habituellement un château imprenable.

## Histoire

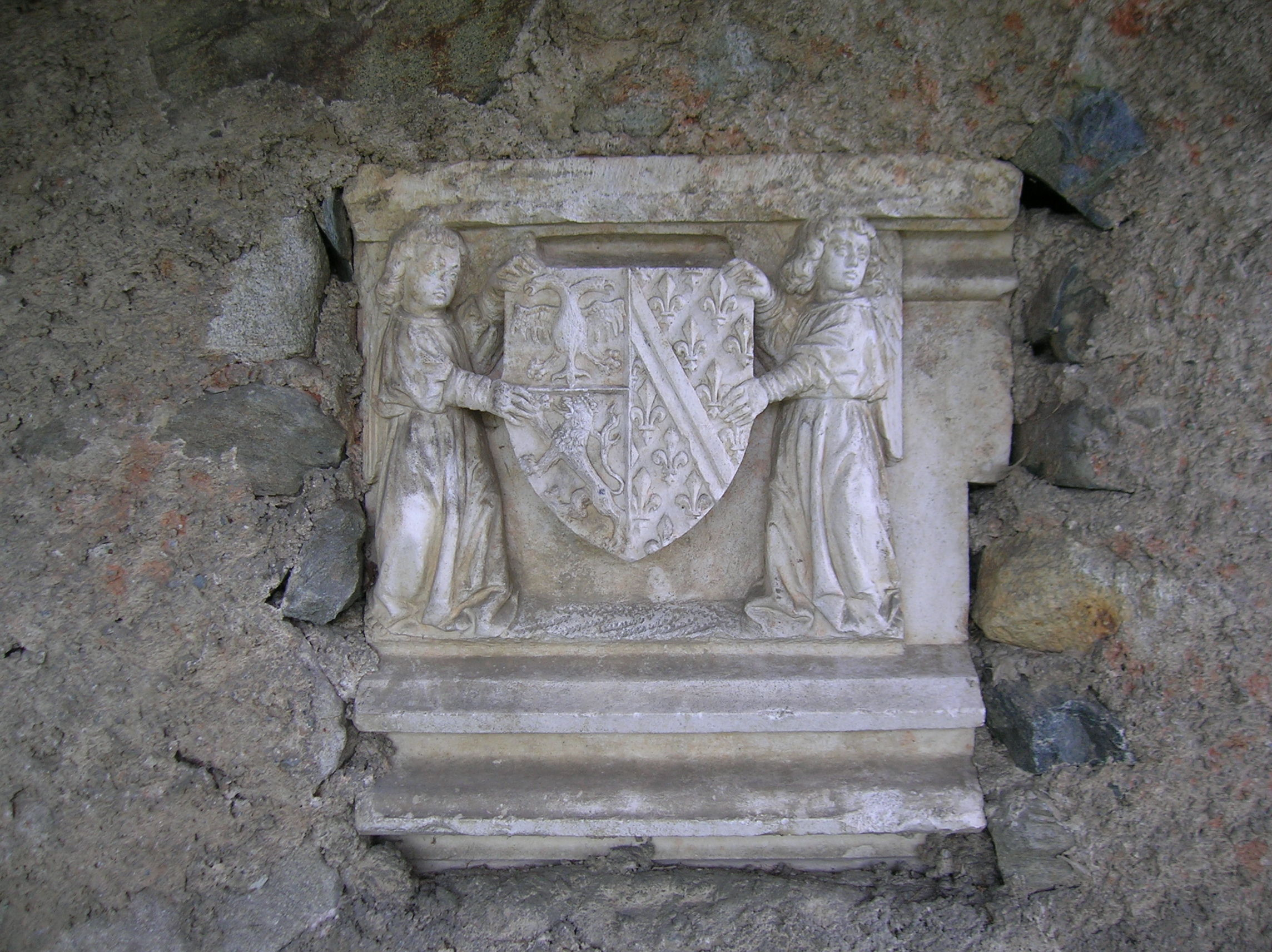
Blason sculpté des Alleman d'Uriage, au lavoir.

## Politique et administration

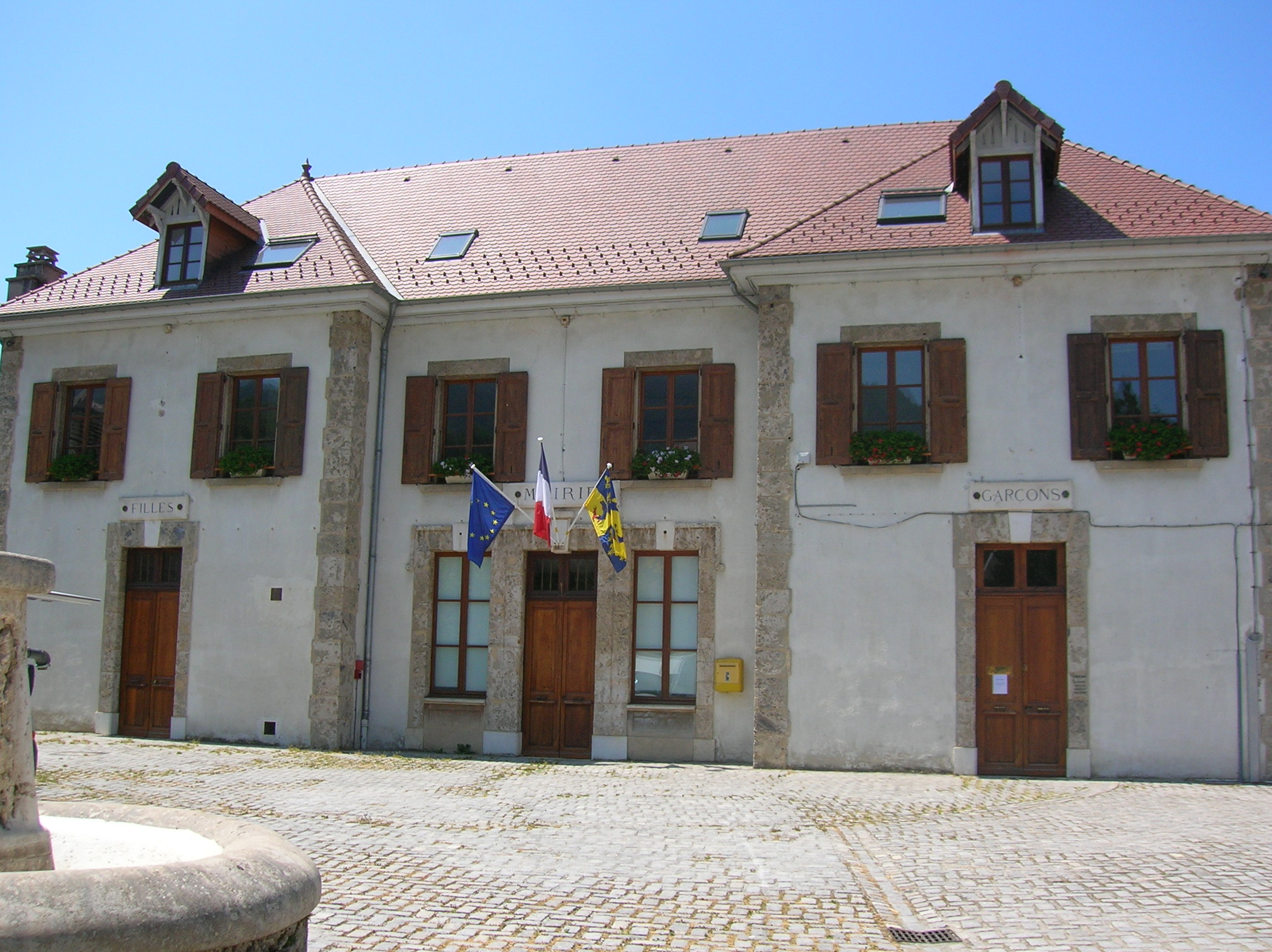
L'hôtel de ville et les anciennes écoles.

### Liste des maires
| Période                                  | Période  | Identité                     | Étiquette | Qualité                                                  |
| ---------------------------------------- | -------- | ---------------------------- | --------- | -------------------------------------------------------- |
|                                          | 1836     | Pierre Odru                  |           |                                                          |
| 1836                                     | 1851     | Antoine Giraud-Carrier       |           | Cultivateur                                              |
| 1851                                     | 1861     | Joseph Amodru                |           |                                                          |
| 1861                                     | 1868     | Pierre David                 |           | Cultivateur                                              |
| 1868                                     | 1870     | François Vial-Rajot          |           |                                                          |
| 1870                                     | 1874     | Jean-Baptiste Giraud-Carrier |           | Cultivateur. Frère d'Antoine Giraud-Carrier              |
| 1874                                     | 1877     | Pierre David                 |           | Cultivateur                                              |
| 1877                                     | 1880     | Jean-Pierre Boufsant         |           |                                                          |
| 1880                                     | 1884     | Jean-Baptiste Giraud-Carrier |           | Culltivateur. Frère d'Antoine Giraud-Carrier             |
| 1884                                     | 1892     | Antoine Giraud-Carrier       |           | Cultivateur. Fils d'Antoine, maire de 1836 à 1851        |
| 1892                                     | 1899     | Antoine Fiat                 |           |                                                          |
| 1899                                     | 1906     | Henri Amodru                 |           |                                                          |
| 1906                                     | 1919     | Antoine Fiat                 |           |                                                          |
| 1919                                     | 1932     | Joseph Riboud                |           |                                                          |
| 1932                                     | 1935     | Antoine Bouvier              |           |                                                          |
| 1935                                     | 1938     | Pierre Roche                 |           |                                                          |
| 1938                                     | 1944     | Célestin Roulet              |           |                                                          |
| 1944                                     | 1952     | François Grand               |           |                                                          |
| 1952                                     | 1971     | Jean Riboud                  |           |                                                          |
| 1971                                     | 1975     | Antoine Giraud-Carrier       |           |                                                          |
| 1975                                     | 1983     | Gaston Tabouret              |           |                                                          |
| 1983                                     | 1995     | Madeleine Cochet-Terrasson   |           |                                                          |
| 1995                                     | 2020     | Bernard Michon               | PS        | Assistant social Conseiller départemental de 2015 à 2021 |
| 2020                                     | En cours | Coralie Bourdelain           |           |                                                          |
| Les données manquantes sont à compléter. |          |                              |           |                                                          |

## Population et société

### Démographie
L'évolution du nombre d'habitants est connue à travers les recensements de la population effectués dans la commune depuis 1793. Pour les communes de moins de 10 000 habitants, une enquête de recensement portant sur toute la population est réalisée tous les cinq ans, les populations de référence des années intermédiaires étant quant à elles estimées par interpolation ou extrapolation. Pour la commune, le premier recensement exhaustif entrant dans le cadre du nouveau dispositif a été réalisé en 2005.

En 2022, la commune comptait 1 323 habitants, en évolution de −0,3 % par rapport à 2016 (Isère : +3,07 %, France hors Mayotte : +2,11 %).
| 1793 | 1800  | 1806  | 1821 | 1831  | 1836  | 1841  | 1846  | 1851 |
| ---- | ----- | ----- | ---- | ----- | ----- | ----- | ----- | ---- |
| 980  | 1 025 | 1 026 | 844  | 1 076 | 1 107 | 1 146 | 1 088 | 971  |

| 1856 | 1861 | 1866 | 1872 | 1876 | 1881 | 1886 | 1891 | 1896 |
| ---- | ---- | ---- | ---- | ---- | ---- | ---- | ---- | ---- |
| 891  | 894  | 920  | 892  | 918  | 835  | 774  | 721  | 632  |

| 1901 | 1906 | 1911 | 1921 | 1926 | 1931 | 1936 | 1946 | 1954 |
| ---- | ---- | ---- | ---- | ---- | ---- | ---- | ---- | ---- |
| 602  | 593  | 535  | 472  | 460  | 319  | 414  | 435  | 369  |

| 1962 | 1968 | 1975 | 1982 | 1990 | 1999  | 2005  | 2006  | 2010  |
| ---- | ---- | ---- | ---- | ---- | ----- | ----- | ----- | ----- |
| 328  | 280  | 367  | 573  | 875  | 1 162 | 1 272 | 1 283 | 1 377 |

| 2015  | 2020  | 2022  | - | - | - | - | - | - |
| ----- | ----- | ----- | - | - | - | - | - | - |
| 1 340 | 1 314 | 1 323 | - | - | - | - | - | - |

### Enseignement
La commune est rattachée à l'académie de Grenoble.

## Culture locale et patrimoine

### Lieux et monuments
- Vestiges du château fort de Revel, du XIIIe siècle[20]. Le château fut la possession de la famille Alleman d'Uriage. Il en subsiste des ruines du XVe siècle. Un blason sculpté, qui faisait partie du manteau d'une cheminée du château, se trouve aujourd'hui au-dessus du lavoir de la maison Guimet, avec les armes du seigneur d'Uriage Soffrey Alleman[21],[22]
- Maisons et granges typiques[20]
- L'église paroissiale de l'Assomption de Revel, du XIXe siècle[20]
- L'alambic.
- Le moulin à huile.
- La Tour de Sommiers, au lieu-dit La Tour, au-dessus des gorges du Doménon[20]. Propriété privée.

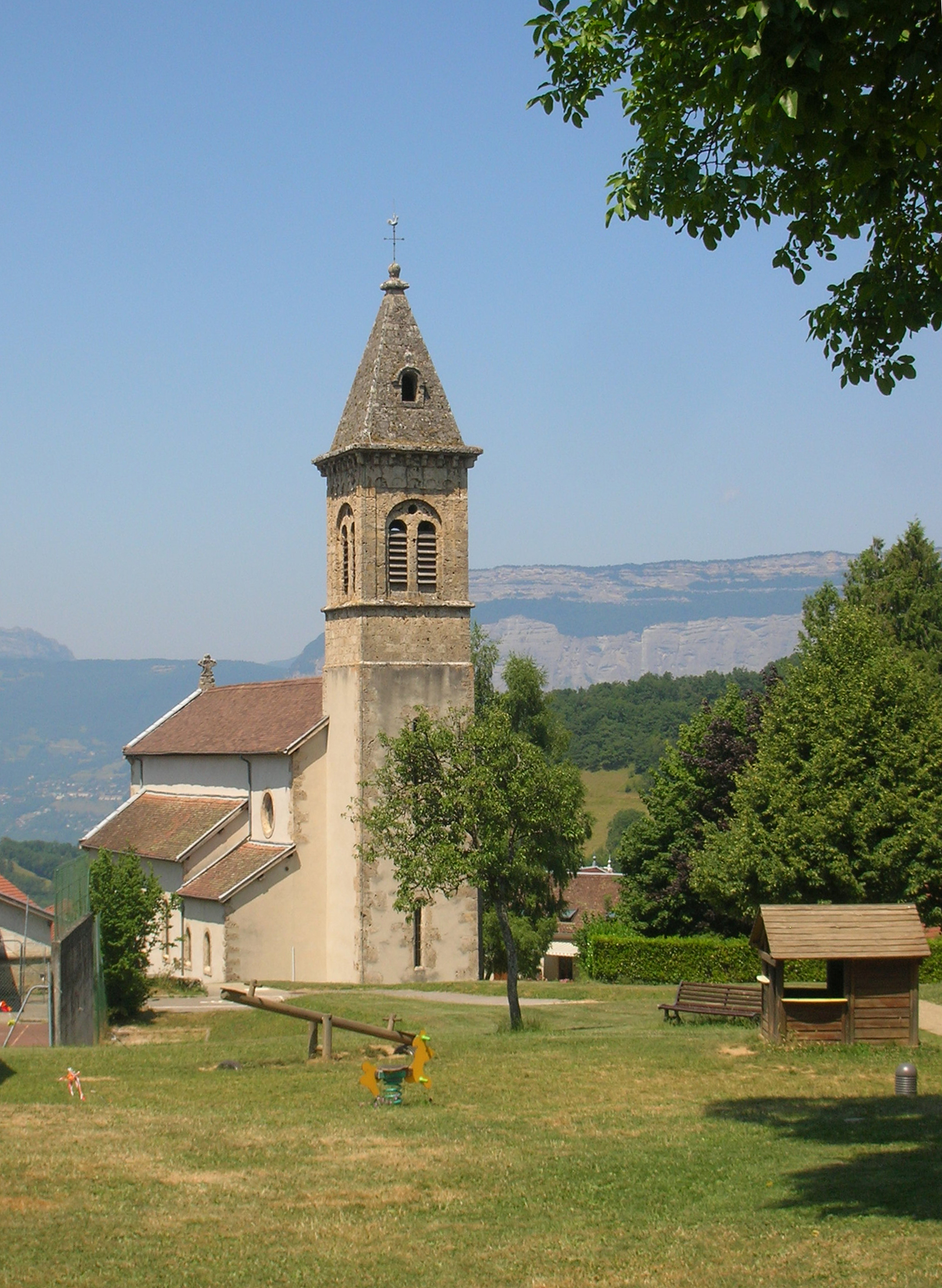
L'église.
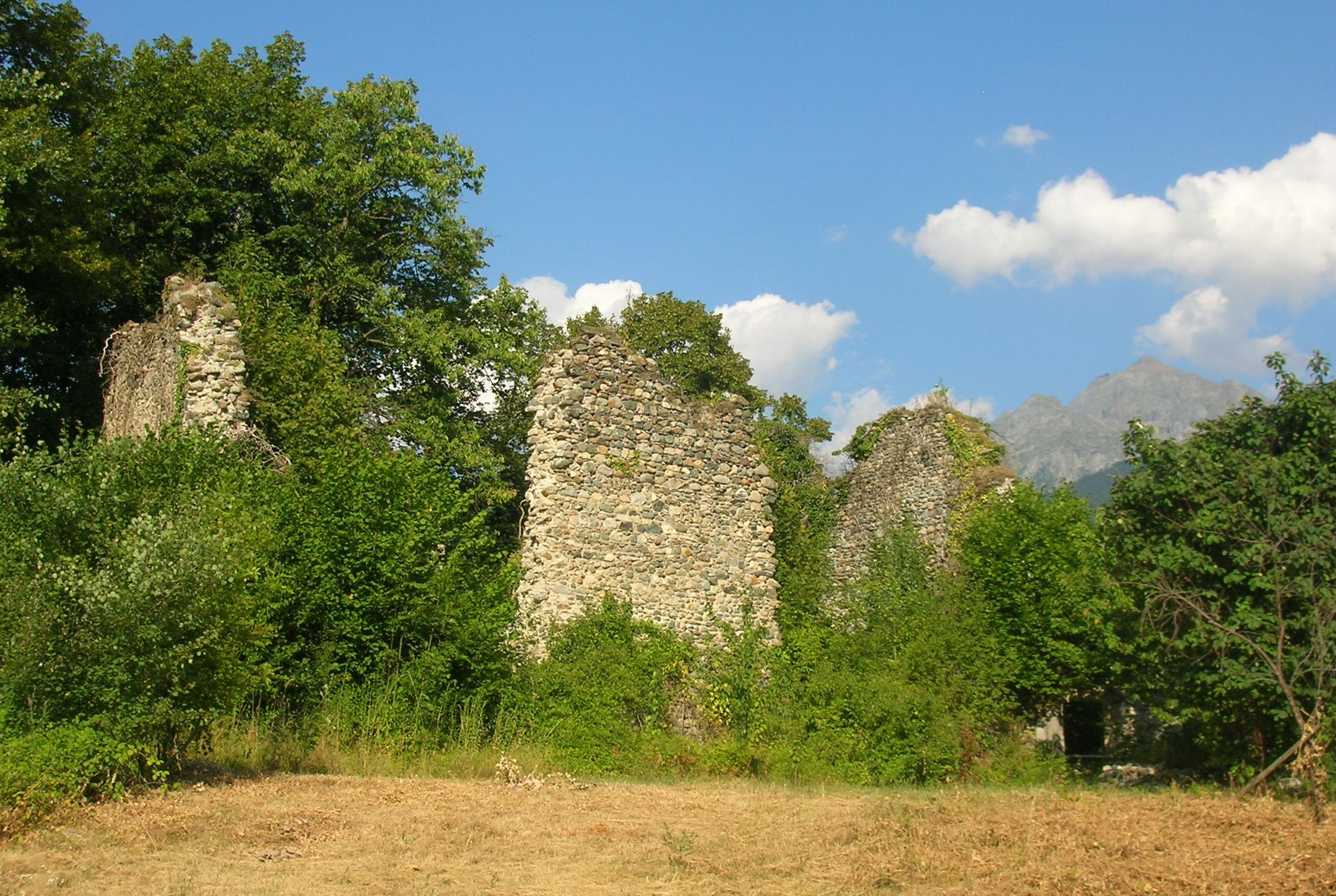
Les ruines du château fort de Revel.
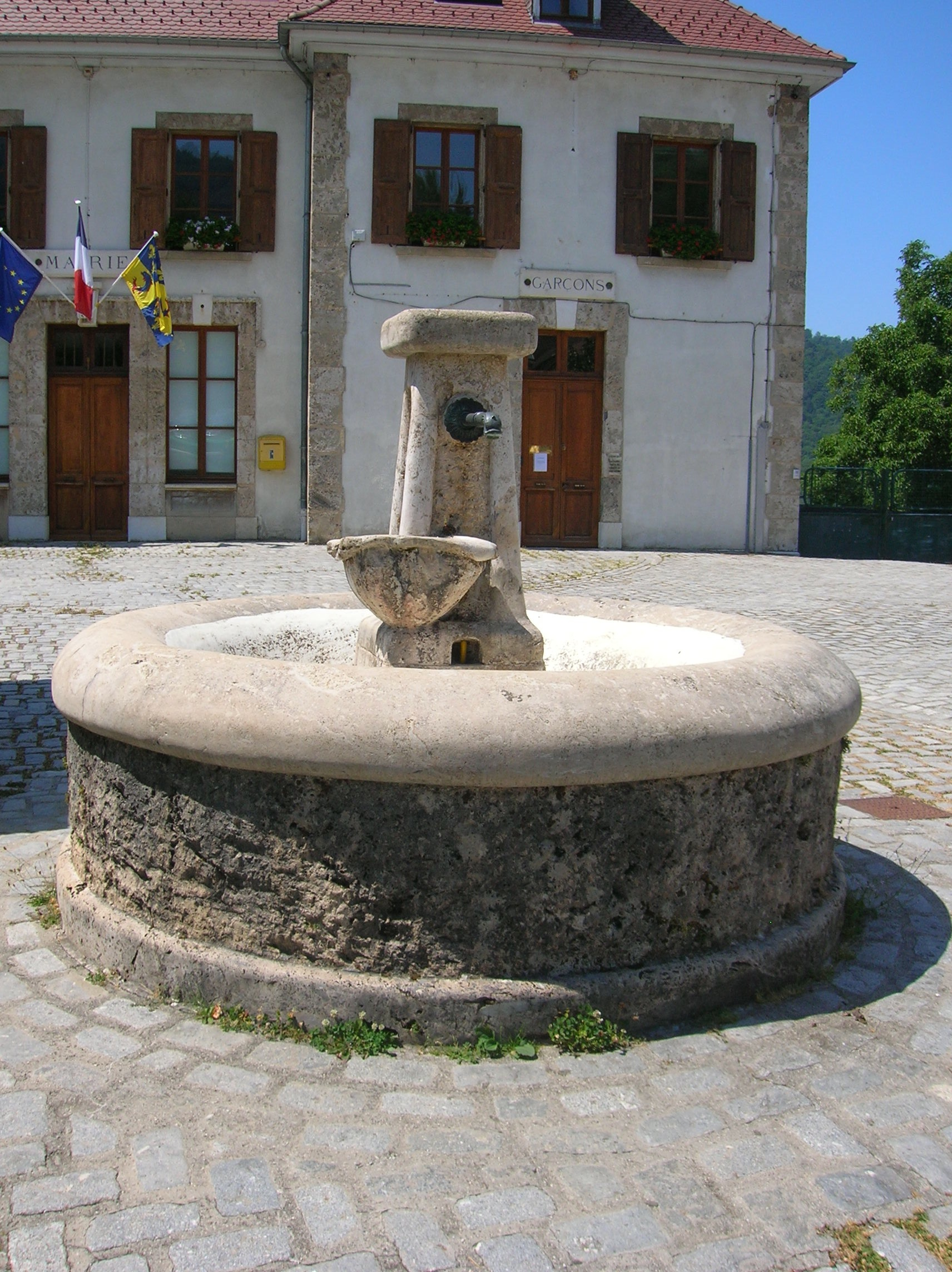
La fontaine.
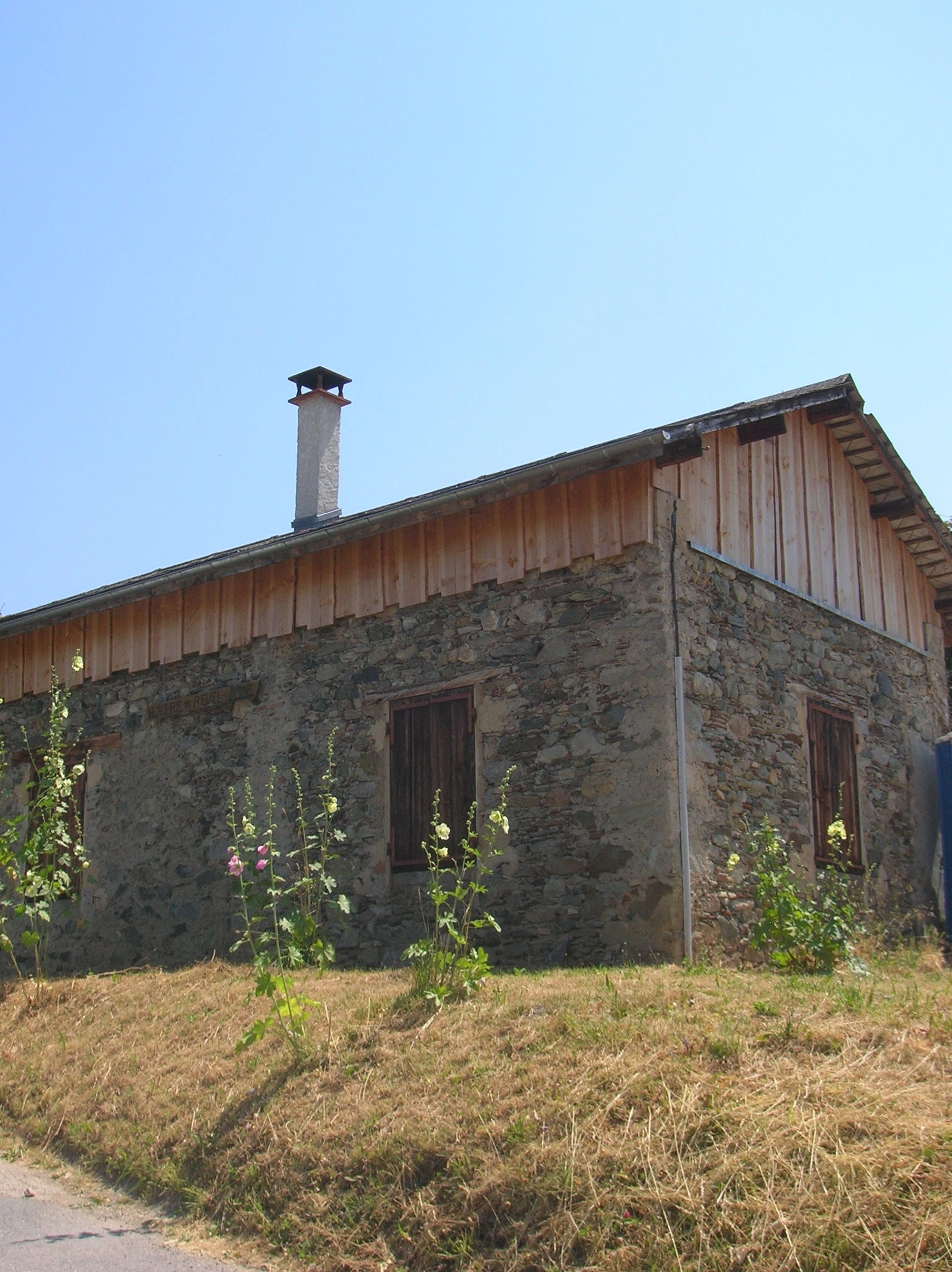
L'huilerie.
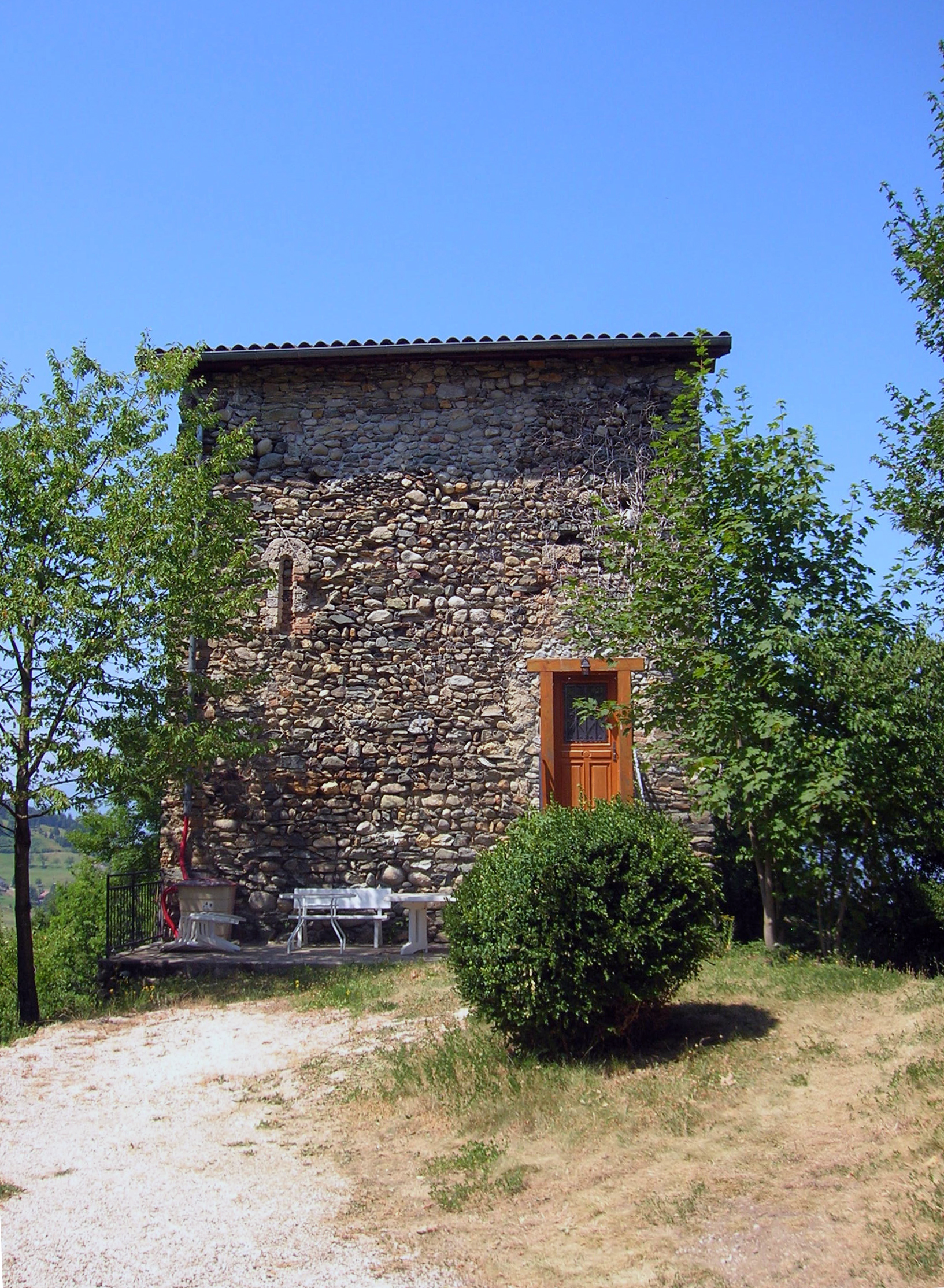
La Tour  de Sommiers.

### Patrimoine naturel
- Le lac de Freydières[23].
- Lac du Petit Domènon et lac du Grand Domènon.
- Le lac du Crozet ne se trouve pas sur la commune de Revel, cependant on y accède depuis le chemin qui part du Lac de Freydières.

### Patrimoine culturel

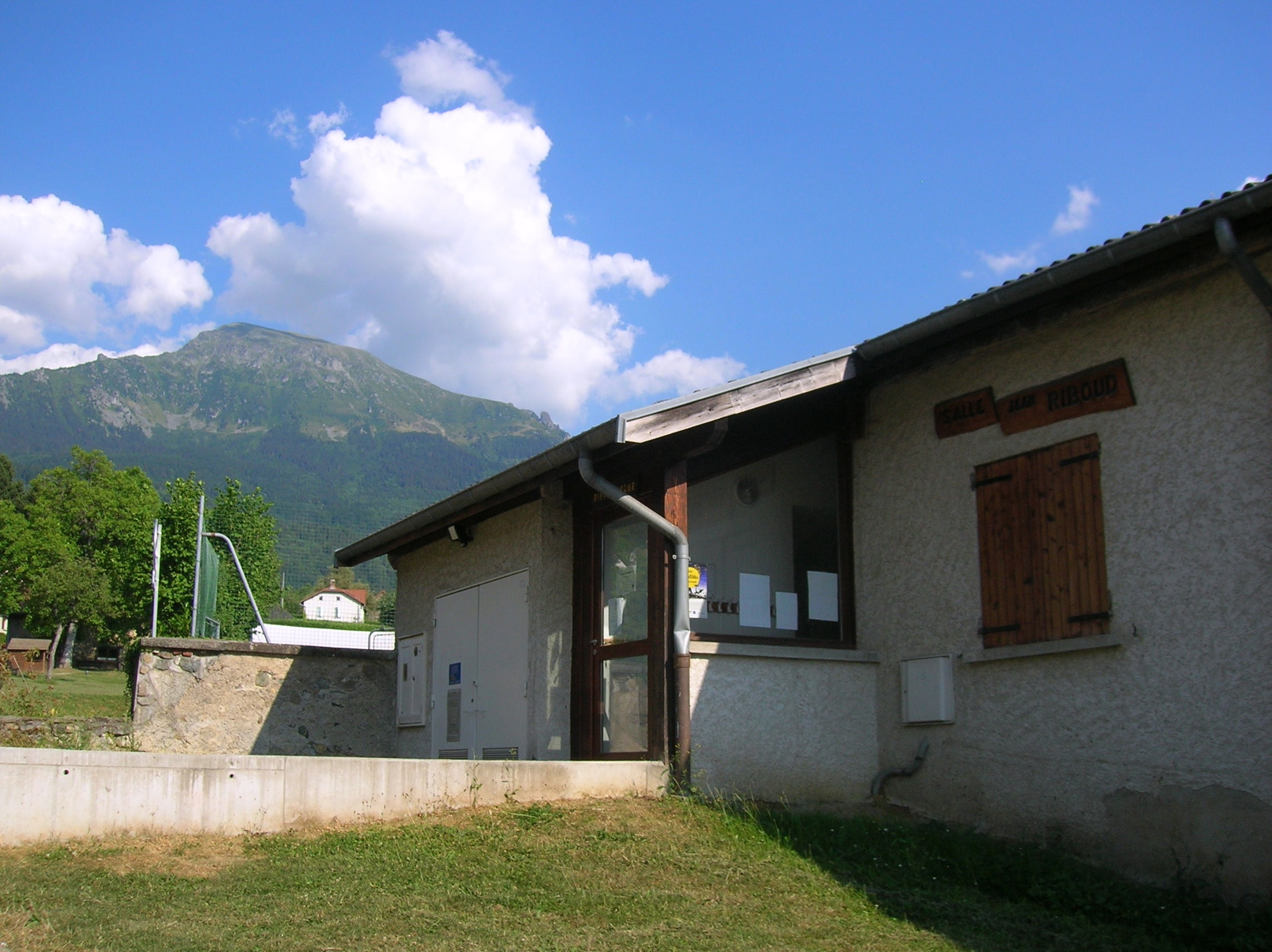
La bibliothèque et la salle du Riboud.

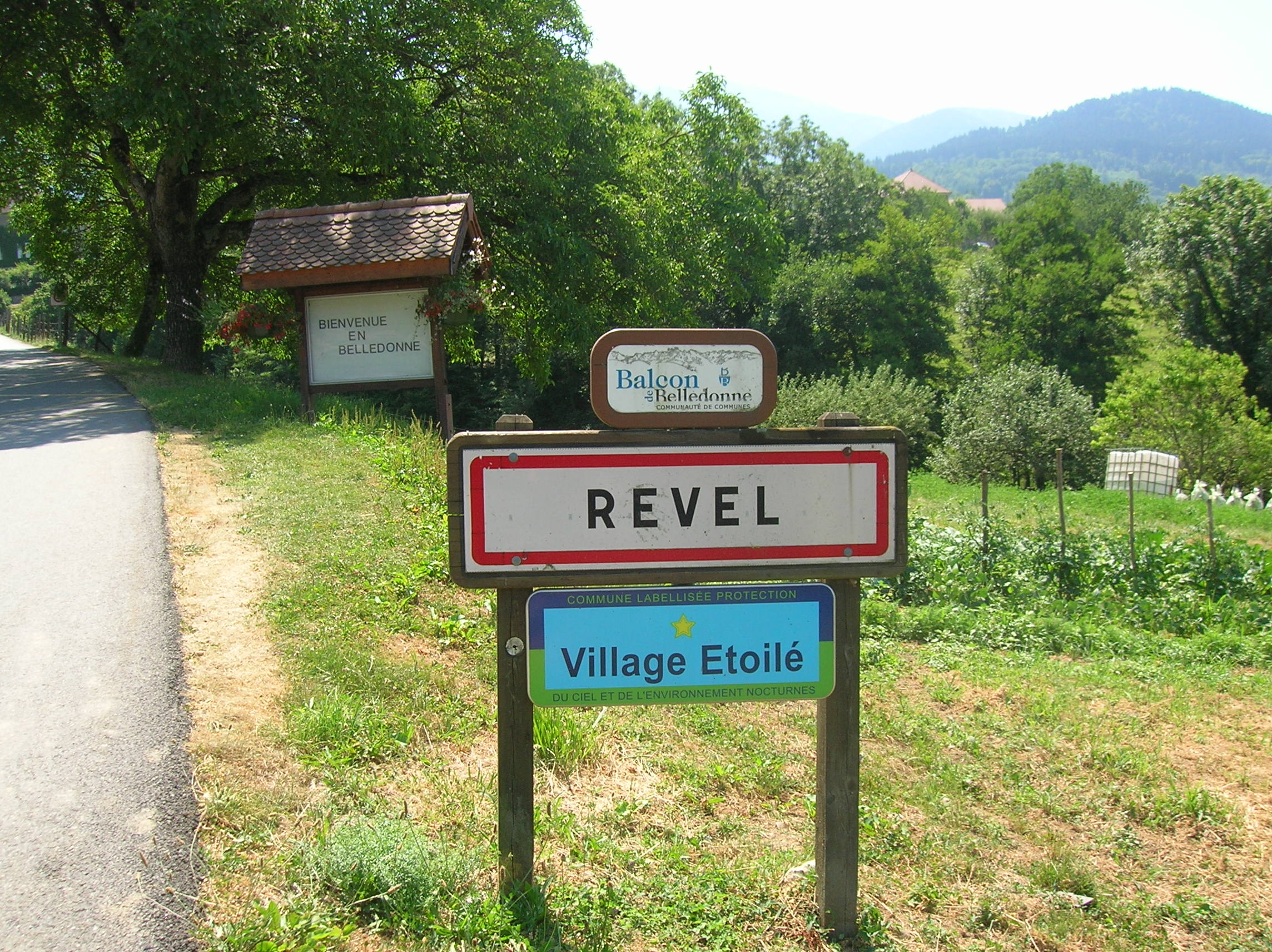
Panneaux à l'entrée du village.

- La bibliothèque.

### Personnalités liées à la commune
- François de Marc, jurisconsulte au XVIe siècle.
- Pierrick Bourgeat, skieur alpin.
- Anaïs Chevalier, biathlète française[24]

### Héraldique
|  | Revel (Isère) possède des armoiries dont l'origine et le blasonnement exact ne sont pas disponibles. |